# Аюб, Махмуд
Махму́д Мустафа́ Аюб (англ. Mahmoud Mustafa Ayoub; 1935, Ain Qana, Набатия — 31 октября 2021, Монреаль, Квебек) — американский исламовед.
Научный сотрудник в области шиитского ислама и христианско-мусульманских отношений и соруководитель Центра исламоведения и христианско-мусульманских отношений имени Дункана Блэка Макдональда Хартфордской семинарии.

## Биография
Родился в 1935 году в Аль-Куане в набожной мусульманской семье.
Учился в средней школе для слепых британской пресвитерианской миссии в Ливане.
Был членом местной баптистской церкви, входящей в Южную баптистскую конвенция, но во время учёбы в университете вернулся в ислам.
В 1964 году получил бакалавра гуманитарных наук по философии в Американском университете Бейрута, в 1966 году магистра гуманитарных наук по религиозной мысли в Пенсильванском университете и в 1975 году доктора философии по истории религии в Гарвардском университете, защитив под научным руководством  Аннемари Шимпель диссертацию по теме «Искупительное страдание в исламе: исследование религиозных аспектов ашуры в двунадесятном шиизме» (англ. Redemptive Suffering in Islam: A Study of the Devotional Aspects of ‘Ashura’ in Twelver Shi’ism).
В 1988—2008 годах — профессор и руководитель в области исламоведения на кафедре религиоведения Темпльского университета, адъюнкт-профессор Центра исламоведения и христианско-мусульманских отношений имени Дункана Блэка Макдональда Хартфордской семинарии, научный сотрудник Центра ближневосточных исследований Пенсильванского университета и толсоновский приглашённый профессор Тихоокеанской школы религии.
Преподавал в Университет штата Калифорния в Сан-Диего, Торонтском университете (ассоциированный профессор Центра религиоведения) и Макгиллском университете.

## Научные труды

### Монографии
- Redemptive Suffering In Islam (1978) ISBN 978-9027979438
- The Qur'an and Its Interpreters. Vol. I. — New York: State University of New York Press, 1984. ISBN 978-0791465226
- The Qur'an and Its Interpreters. Vol. II. — New York: State University of New York Press, 1992. ISBN 978-0791409947
- Islam: Faith and History (2005) ISBN 978-1851683482
- A Muslim View Of Christianity: Essays On Dialogue (2007) ISBN 978-1570756900
- The Crisis Of Muslim History: Religion And Politics In Early Islam (2014) ISBN 978-1851683963

### Статьи
- Ayoub M. M. The Death of Jesus, Reality or Delusion? A Study of the Death of Jesus in Tafsir Literature // The Muslim World, 1980.
- Ayoub M. M. Dhimmah in Qur'an and Hadith [with Commentary] // Arab Studies Quarterly[англ.]. 1983. Vol. 5, No. 2. pp. 172–191.
- Ayoub M. M. Review: Authority and Political Culture in Shī'ism by Said Amir Arjomand // Iranian Studies[англ.], vol. 22, no. 1, 1989, pp. 69–71.
- Ayoub M. M. “The Idea of Redemption in Christianity and Islam” // Mormons and Muslims: Spiritual Foundations and Modern Manifestations / ed. Spencer J. Palmer[англ.]. — Provo, UT: Religious Studies Center[англ.], Brigham Young University, 2002. 157–69.